# Norrlanda socken
Norrlanda socken ingick i Gotlands norra härad, ingår sedan 1971 i Gotlands kommun och motsvarar från 2016 Norrlanda distrikt.
Socknens areal är 39,77 kvadratkilometer, varav 39,70 land. År 2020 fanns här 106 invånare. Sockenkyrkan Norrlanda kyrka ligger i socknen. 

## Administrativ historik
Norrlanda socken har medeltida ursprung. Socknen tillhörde Lina ting som i sin tur ingick i Kräklinge setting i Medeltredingen.
Vid kommunreformen 1862 övergick socknens ansvar för de kyrkliga frågorna till Norrlanda församling och för de borgerliga frågorna bildades Norrlanda landskommun. Landskommunen inkorporerades 1952 i Dalhems landskommun och ingår sedan 1971 i Gotlands kommun. Församlingen uppgick 2010 i Gothems församling.
1 januari 2016 inrättades distriktet Norrlanda, med samma omfattning som församlingen hade 1999/2000.  
Socknen har tillhört samma fögderier och domsagor som Gotlands norra härad. De indelta båtsmännen tillhörde Gotlands första båtsmanskompani.

## Geografi
Norrlanda socken ligger på mellersta Gotland östkust. Socknen är en flack odlingsbygd omgiven av skogsbygd.

### Gårdsnamn
Annexen, Aurungs, Bjärs med gravfältet Bärs hög, Björke, Bringes Lilla, Bringes Stora, Broe, Burs, Butrajvs, Ekeskogs, Hammars, Lajvstäde, Lise, Mangsarve, Munkebos, Petsarve.

## Fornlämningar
Stenar med sliprännor finns i socknen. Känd från socknen är Bjärs hög Gotlands största gravröse från bronsåldern. Från järnåldern är kända 19 gravfält, nio kilometer av stensträngar och två fornborgar. Tre runristningar är kända.

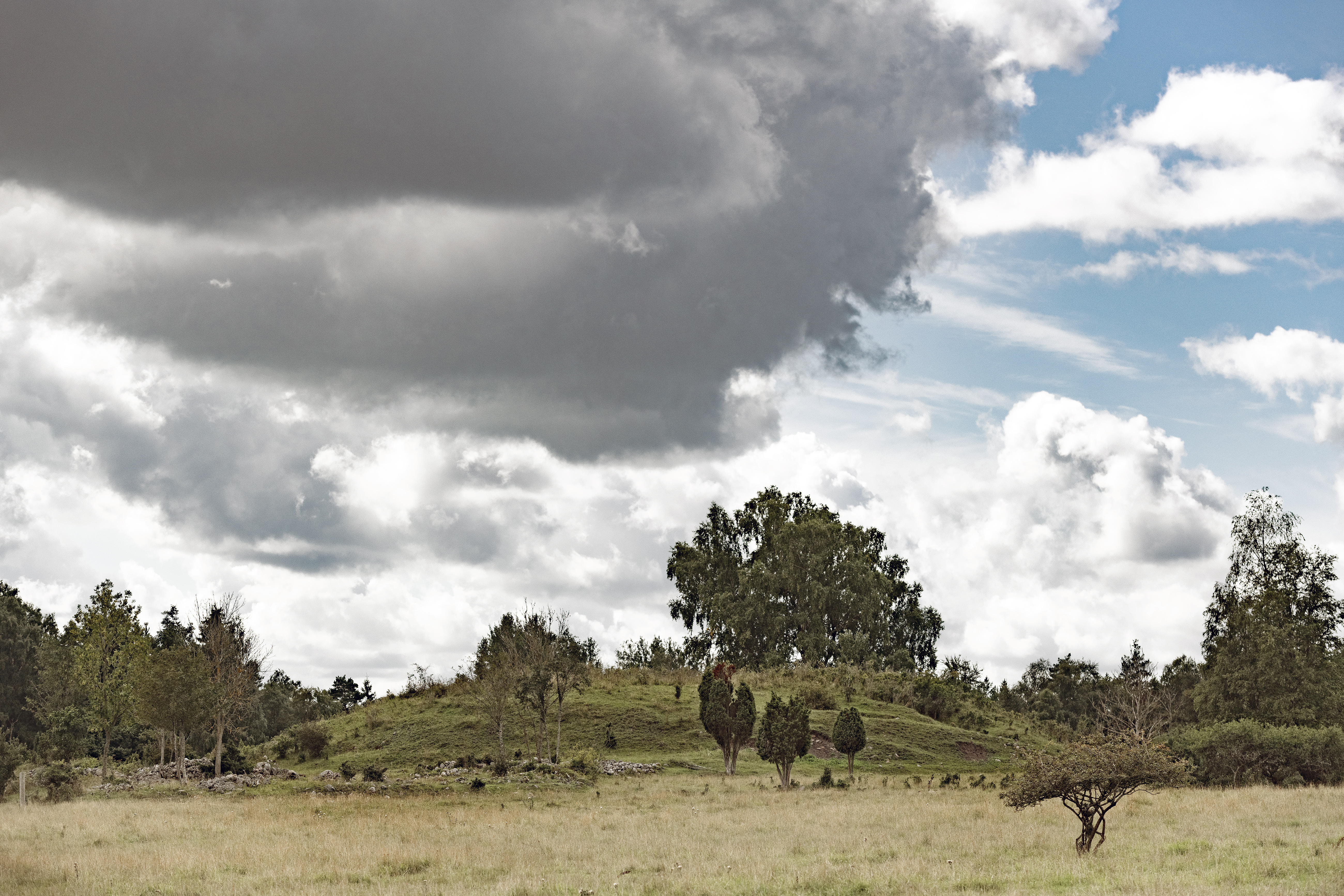
Bjärs hög

## Namnet
Namnet (1300-talet Norlandum) innehåller förleden väderstrecket norr och efterleden land.

## Befolkningsutveckling
| Befolkningsutvecklingen i Norrlanda socken 1750–2020 | Befolkningsutvecklingen i Norrlanda socken 1750–2020 | Befolkningsutvecklingen i Norrlanda socken 1750–2020 | Befolkningsutvecklingen i Norrlanda socken 1750–2020 | Befolkningsutvecklingen i Norrlanda socken 1750–2020 |
| --- | ---------------------------------------------------- | ---------------------------------------------------- | ---------------------------------------------------- | ---------------------------------------------------- |
| |                                                      |                                                      |                                                      |                                                      |
| År |                                                      |                                                      | Folkmängd                                            |                                                      |
| 1750 | 1750                                                 |                                                      | 182                                                  |                                                      |
| 1760 | 1760                                                 |                                                      | 200                                                  |                                                      |
| 1769 | 1769                                                 |                                                      | 210                                                  |                                                      |
| 1780 | 1780                                                 |                                                      | 198                                                  |                                                      |
| 1790 | 1790                                                 |                                                      | 203                                                  |                                                      |
| 1800 | 1800                                                 |                                                      | 220                                                  |                                                      |
| 1810 | 1810                                                 |                                                      | 249                                                  |                                                      |
| 1820 | 1820                                                 |                                                      | 303                                                  |                                                      |
| 1830 | 1830                                                 |                                                      | 277                                                  |                                                      |
| 1840 | 1840                                                 |                                                      | 309                                                  |                                                      |
| 1850 | 1850                                                 |                                                      | 308                                                  |                                                      |
| 1860 | 1860                                                 |                                                      | 332                                                  |                                                      |
| 1870 | 1870                                                 |                                                      | 384                                                  |                                                      |
| 1880 | 1880                                                 |                                                      | 333                                                  |                                                      |
| 1890 | 1890                                                 |                                                      | 293                                                  |                                                      |
| 1900 | 1900                                                 |                                                      | 311                                                  |                                                      |
| 1910 | 1910                                                 |                                                      | 305                                                  |                                                      |
| 1920 | 1920                                                 |                                                      | 302                                                  |                                                      |
| 1930 | 1930                                                 |                                                      | 333                                                  |                                                      |
| 1940 | 1940                                                 |                                                      | 298                                                  |                                                      |
| 1950 | 1950                                                 |                                                      | 239                                                  |                                                      |
| 1960 | 1960                                                 |                                                      | 214                                                  |                                                      |
| 1970 | 1970                                                 |                                                      | 161                                                  |                                                      |
| 1980 | 1980                                                 |                                                      | 169                                                  |                                                      |
| 1990 | 1990                                                 |                                                      | 140                                                  |                                                      |
| 2000 | 2000                                                 |                                                      | 129                                                  |                                                      |
| 2010 | 2010                                                 |                                                      | 113                                                  |                                                      |
| 2020 | 2020                                                 |                                                      | 106                                                  |                                                      |
| Anm: Källor: Umeå universitet - Tabellverket 1749-1859, Demografiska databasen, CEDAR, Umeå universitet, Befolkningsutvecklingen i Gotlands socknar 2000 - 2010, Folkmängden per distrikt, landskap, landsdel eller riket efter kön. År 2015 - 2022. |                                                      |                                                      |                                                      |                                                      |

### Fotnoter
1. 1 2  Svensk Uppslagsbok andra upplagan 1947–1955: Norrlanda socken
2. ↑  ”Folkmängden per distrikt, landskap, landsdel eller riket efter kön. År 2015 - 2022”. Statistikdatabasen. Statistiska centralbyrån. http://www.statistikdatabasen.scb.se/pxweb/sv/ssd/START__BE__BE0101__BE0101A/FolkmangdDistrikt/. Läst 23 april 2023.
3. ↑  Harlén, Hans; Harlén Eivy (2003). Sverige från A till Ö: geografisk-historisk uppslagsbok. Stockholm: Kommentus. Libris 9337075. ISBN 91-7345-139-8
4. ↑  ”Församlingar”. Statistiska centralbyrån. https://www.scb.se/hitta-statistik/regional-statistik-och-kartor/regionala-indelningar/forsamlingar/. Läst 30 december 2022.
5. ↑  Administrativ historik för Norrlanda socken (Klicka på församlingsposten). Källa: Nationella arkivdatabasen, Riksarkivet.
6. ↑  Om Gotlands båtsmanskompani
7. 1 2  Sjögren, Otto (1931). Sverige geografisk beskrivning del 2 Östergötlands, Jönköpings, Kronobergs, Kalmar och Gotlands län. Stockholm: Wahlström & Widstrand. Libris 9939
8. 1 2 3  Nationalencyklopedin
9. ↑  Förteckning över slipskåror
10. ↑  Fornlämningar, Statens historiska museum: Norrlanda socken
11. ↑  Fornminnesregistret, Riksantikvarieämbetet: Norrlanda socken Fornminnen i socknen erhålls på kartan genom att skriva in sockennamn (utan "socken") i "Ange geografiskt område"
12. ↑  Mats Wahlberg, red (2003). Svenskt ortnamnslexikon. Uppsala: Institutet för språk och folkminnen. Libris 8998039. ISBN 91-7229-020-X. https://isof.diva-portal.org/smash/get/diva2:1175717/FULLTEXT02.pdf